# Eosiren
Eosiren là một chi bò biển tuyệt chủng, từng sinh sống vào giữa thế Eocen tới đầu thế Oligocen.

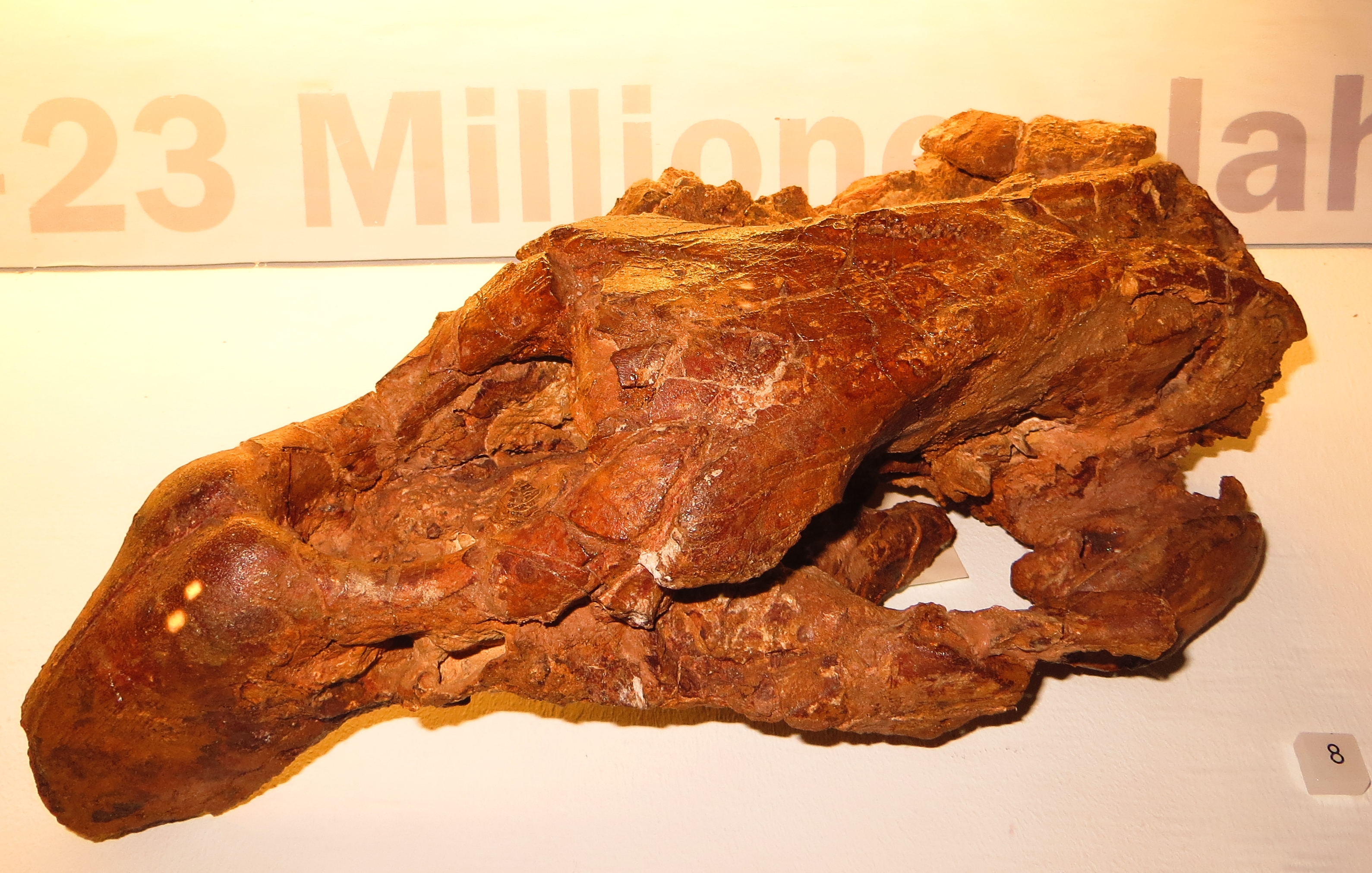
Hộp sọ E. libyca

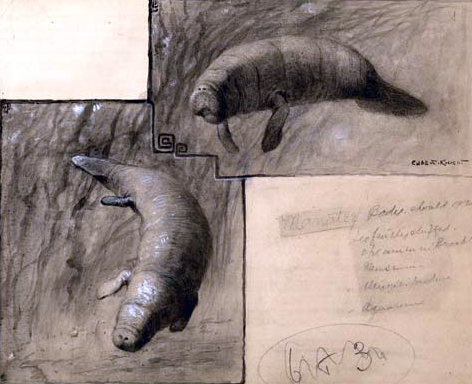
E. libyca và lợn biển hiện nay (Charles R. Knight)